# 天王山
天王山（てんのうざん）為位於日本京都府乙訓郡大山崎町的山。其西側為攝津國（現在大阪府）與山城國（現在京都府）的分界線。
山名來自於山腰祭祀牛頭天王的山崎天王社（現自玉手祭來酒解神社）。

## 地理
天王山位於京都盆地西邊西山山系的南端，與其東方的男山形成地峽。
桂川、宇治川、木津川於此地峽合流為淀川，其右岸為JR京都線（東海道本線）、東海道新幹線、阪急京都線、國道171號（舊西國街道），左岸為京阪本線、舊國道1號（現府道13號京都守口線、舊京街道）等，此地（包含水上交通）為近畿最大的交通動脈。
另外此地也擁有豐富的地下水，南麓大阪府側的三得利山崎蒸餾所也相當著名。

## 歷史
上述的地峽有著重要的地形優勢，於南北朝或應仁之亂中皆視為戰略要地修築山城固守。
天正10年（1582年）6月羽柴秀吉與明智光秀在此展開爭奪天下的山崎之戰，因當時戰局而出現占領此山者便可獲勝的狀況。日語也從此出現『決定天下的天王山』（天下分け目の天王山）此語，常藉以比喻運動與遊戲的重要比賽。
於山崎之戰獲勝的秀吉，同年於此建築山崎城（寶積寺城、又稱寶寺城），至隔年移至大坂城為止將此作為本據地。
幕末禁門之變中，長州藩於此展開對京都御所的攻擊，在失敗後以真木和泉為首的十七人也於此自裁。
4年後的鳥羽伏見之戰中，舊幕府軍分散布陣於男山山麓的橋本（京都府八幡市一帶）與淀川對岸的大山崎，對新政府軍展開迎擊。之後因為位於大山崎的津藩向新政府軍投誠並對橋本的舊幕府軍炮擊而導致舊幕府軍的崩潰，此地再一次的決定了戰爭的趨勢。

## 其他
- 將棋中央（5五）的位置因其重要性，也稱為天王山。
- 圍棋的雙方模樣消長要點也稱為天王山。
- 在華人社會也有將重要或關鍵的比賽稱為「天王山之戰」的用法。